# Departamentos Executivos Federais dos Estados Unidos
Os Departamento Executivos Federais são as ramificações primárias do poder Executivo do Governo federal dos Estados Unidos, sendo análogos aos ministérios em sistemas parlamentaristas ou semi-parlamentaristas. Como os Estados Unidos são uma república presidencialista, o Presidente acumula funções de chefe de Estado e de governo simultaneamente. Os departamentos executivos servem de apoio ao governo federal estadunidense, sendo atualmente quinze departamentos.
As lideranças dos departamentos executivos recebem o título de Secretário (ou Secretária), com exceção do Procurador-geral (que chefia o Departamento de Justiça). Os Secretários são nomeados pelo Presidente e assumem o cargo após confirmação pelo Senado dos Estados Unidos para, então, compor o Gabinete Presidencial.

## Visão geral

### Estrutura
Cada departamento é chefiado por um secretário cujo título é o mesmo do respectivo departamento, com exceção do Departamento de Justiça, cujo chefe é conhecido como procurador-geral. Os chefes dos departamentos executivos são nomeados pelo presidente e assumem o cargo após a confirmação do Senado dos Estados Unidos, e servem a critério do presidente. Os chefes de departamentos são membros do Gabinete dos Estados Unidos, órgão executivo que normalmente atua como órgão consultivo do presidente. Na Cláusula de Opinião (Artigo II, seção 2, cláusula 1) da Constituição dos Estados Unidos, os chefes dos departamentos executivos são referidos como "diretor principal em cada um dos departamentos executivos".
Os chefes de departamentos executivos estão incluídos na linha de sucessão do presidente, em caso de vacância da presidência, depois do vice-presidente, do presidente da Câmara e do presidente pro tempore do Senado. Eles são incluídos na ordem de formação de seus departamentos executivos, com exceção do Secretário de Defesa, que é incluído para quando o Departamento de Guerra foi formado.

### Separação de poderes
Para impor uma forte separação de poderes, a cláusula de inelegibilidade da Constituição federal proíbe expressamente funcionários do poder executivo (incluindo chefes de departamentos executivos) de servir simultaneamente no Congresso e vice-versa. Consequentemente, em nítido contraste com praticamente todas as outras democracias ocidentais (sistemas parlamentares) onde ministros são selecionados para formar um governo de membros do parlamento, Os legisladores americanos nomeados pelo presidente e confirmados pelo Senado para servir como chefes de departamentos executivos devem renunciar ao Congresso antes de assumir seus novos cargos.  Se os emolumentos para o cargo de um novo nomeado no poder executivo forem aumentados enquanto o nomeado estava servindo anteriormente no Congresso (por exemplo, ajustes de custo de vida), o presidente deve implementar uma correção Saxbe.

### Papéis de contratação e concessão
Como fica evidente no gráfico abaixo, vários departamentos executivos (Educação, Saúde e Serviços Humanos, Habitação e Desenvolvimento Urbano e Transporte) têm um número de funcionários desproporcionalmente pequeno em contraste com o tamanho de seus orçamentos. Isso ocorre porque muitos de seus funcionários meramente supervisionam contratos com contratados privados independentes ou concessões (especialmente concessões categóricas) para órgãos governamentais estaduais ou locais que são os principais responsáveis pela prestação de serviços diretamente ao público em geral. No século 20, quando o governo federal começou a fornecer financiamento e supervisão para assuntos que eram historicamente vistos como domínio dos governos estaduais (ou seja, educação, saúde e serviços sociais, habitação e transporte), o Congresso frequentemente autorizava apenas financiamento para doações que eram voluntários no sentido de que as agências governamentais estaduais ou locais poderiam optar por solicitar tais subsídios (e aceitar as condições anexadas pelo Congresso) ou poderiam recusar a inscrição.   No caso do programa Medicare do HHS, o Congresso optou por contratar seguradoras de saúde privadas porque elas "já possuíam a experiência necessária para administrar programas complexos de seguro saúde" e porque os hospitais americanos preferiam continuar lidando com seguradoras privadas em vez de uma nova burocracia federal.

## Departamentos Executivos
| Departamento                       | Selo | Bandeira | Fundação                | Funcionários     | Orçamento             | Diretoria                                           | Diretoria             | Diretoria | Diretoria           |
| Departamento                       | Selo | Bandeira | Fundação                | Funcionários     | Orçamento             | Título                                              | Atual Secretário(a)   | Atual Secretário(a) | Atual Secretário(a) |
| ---------------------------------- | ---- | -------- | ----------------------- | ---------------- | --------------------- | --------------------------------------------------- | --------------------- | --- | ------------------- |
| Estado                             |      |          | 27 de julho de 1789     | 30,000 (2023)    | $58.1 bilhões (2023)  | Secretário(a) de Estado                             | Marco Rubio           | Retrato oficial do Secretário Marco Rubio, janeiro de 2025. | [ 8 ]               |
| Tesouro                            |      |          | 2 de setembro de 1789   | 100,000 (2023)   | $16.4 bilhões (2023)  | Secretário(a) do Tesouro                            | Scott Bessent         | Retrato oficial de Scott Bessent, secretário do Tesouro dos Estados Unidos. | [ 10 ]              |
| Defesa                             |      |          | 18 de setembro de 1947  | 3,200,000 (2023) | $852 bilhões (2023)   | Secretário(a) de Defesa                             | Pete Hegseth          | | [ 12 ]              |
| Justiça                            |      |          | 1 de julho de 1870      | 113,543 (2012)   | $37.5 bilhões (2023)  | Procurador-Geral                                    | Pam Bondi             | Pam Bondi em 2025 | [ 14 ]              |
| Interior                           |      |          | 3 de março de 1849      | 70,000 (2023)    | $35 bilhões (2023)    | Secretário(a) do Interior                           | Doug Burgum           | Retrato do Secretário do Interior, Doug Burgum. | [ 16 ]              |
| Agricultura                        |      |          | 15 de maio de 1862      | 100,000 (2023)   | $242 bilhões (2023)   | Secretário(a) da Agricultura                        | Brooke Rollins        | Retrato oficial da secretária de agricultura dos EUA, Brooke Rollins, em 14 de fevereiro de 2025. | [ 18 ]              |
| Comércio                           |      |          | 14 de fevereiro de 1903 | 41,000 (2023)    | $16.3 bilhões (2023)  | Secretário(a) do Comércio                           | Howard Lutnick        | | [ 20 ]              |
| Trabalho                           |      |          | 4 de março de 1913      | 15,000 (2023)    | $97.5 bilhões (2023)  | Secretário(a) do Trabalho                           | Lori Chavez-DeRemer   | Retrato oficial da Secretária do Trabalho dos EUA, Lori Chavez-DeRemer, em 12 de marçoo de 2025. | [ 22 ]              |
| Saúde e Serviços Humanos           |      |          | 11 de abril de 1953     | 65,000 (2023)    | $1,772 trilhão (2023) | Secretário(a) de Saúde e Serviços Humanos           | Robert F. Kennedy Jr. | Robert F. Kennedy Jr. toma posse como Secretário do Departamento de Saúde e Serviços Humanos na Casa Branca. | [ 24 ]              |
| Habitação e Desenvolvimento Urbano |      |          | 9 de setembro de 1965   | 9,000 (2023)     | $61.7 bilhões (2023)  | Secretário(a) de Habitação e Desenvolvimento Urbano | Scott Turner          | Retrato oficial completo de Scott Turner como Diretor Executivo do Conselho de Oportunidades e Revitalização da Casa Branca, reutilizado como retrato para sua função como 19º Secretário de Habitação e Desenvolvimento Urbano. | [ 26 ]              |
| Transportes                        |      |          | 1 de abril de 1967      | 55,000 (2023)    | $145 bilhões (2023)   | Secretário(a) de Transportes                        | Sean Duffy            | | [ 28 ]              |
| Energia                            |      |          | 4 de agosto de 1977     | 10,000 (2023)    | $45.8 bilhões (2023)  | Secretário(a) da Energia                            | Chris Wright          | Retrato oficial do 17º Secretário de Energia, Chris Wright. | [ 30 ]              |
| Educação                           |      |          | 17 de outubro de 1979   | 4,200 (2023)     | $79.6 bilhões (2023)  | Secretário(a) da Educação                           | Linda McMahon         | | [ 32 ]              |
| Assuntos de Veteranos              |      |          | 15 de março de 1989     | 235,000 (2023)   | $308.5 bilhões (2023) | Secretário(a) de Assuntos de Veteranos              | Doug Collins          | | [ 34 ]              |
| Segurança Interna                  |      |          | 25 de novembro de 2002  | 250,000 (2023)   | $101.6 bilhões (2023) | Secretário(a) da Segurança Interna                  | Kristi Noem           | | [ 36 ]              |

## Antigos Departamentos
| Departamento                | Selo | Fundação                | Dissolução             | Substituído por | Último chefe de departamento                 | Último chefe de departamento | Último chefe de departamento |
| Departamento                | Selo | Fundação                | Dissolução             | Substituído por | Título                                       | Último Secretário(a)         | Último Secretário(a)         |
| --------------------------- | ---- | ----------------------- | ---------------------- | --- | -------------------------------------------- | ---------------------------- | ---------------------------- |
| Guerra                      |      | 7 de agosto de 1789     | 18 de setembro de 1947 | Departamento do Exército Departamento da Força Aérea | Secretário(a) da Guerra                      | Kenneth Claiborne Royall     |                              |
| Marinha                     |      | 30 de abril de 1798     | 10 de agosto de 1949   | Departamento de Defesa Tornaram-se e ainda são departamentos militares dentro do Departamento de Defesa. | Secretário(a) da Marinha                     | Francis Patrick Matthews     |                              |
| Exército                    |      | 18 de setembro de 1947  | 10 de agosto de 1949   | Departamento de Defesa Tornaram-se e ainda são departamentos militares dentro do Departamento de Defesa. | Secretário(a) do Exército                    | Gordon Gray                  |                              |
| Força Aérea                 |      | 18 de setembro de 1947  | 10 de agosto de 1949   | Departamento de Defesa Tornaram-se e ainda são departamentos militares dentro do Departamento de Defesa. | Secretário(a) da Força Aérea                 | Stuart Symington             |                              |
| Correios                    |      | 20 de fevereiro de 1792 | 1 de julho de 1971     | Serviço Postal dos Estados Unidos | Diretor(a)-geral dos Correios                | Winton Malcolm Blount        |                              |
| Comércio e Trabalho         |      | 14 de fevereiro de 1903 | 4 de março de 1913     | Departamento de Comércio Departamento de Trabalho O Departamento de Comércio é considerado uma continuação do Departamento de Comércio e Trabalho com um novo nome.                                         | Secretário(a) de Comércio e Trabalho         | Charles Nagel                |                              |
| Saúde, Educação e Bem-estar |      | 11 de abril de 1953     | 17 de outubro de 1979  | Departamento de Educação Departamento de Saúde e Serviços Humanos O Departamento de Saúde e Serviços Humanos é considerado uma continuação do Departamento de Saúde, Educação e Bem-Estar com um novo nome. | Secretário(a) de Saúde, Educação e Bem-Estar | Patricia Roberts Harris      |                              |